# Casa Lleó Morera
La casa Lleó Morera es un edificio modernista obra del arquitecto Lluís Domènech i Montaner situada en el paseo de Gracia n.º 35 de Barcelona. El proyecto fue un encargo hecho en 1902 por Francisca Morera para reformar la antigua Casa Rocamora del año 1864, que albergaba la Sociedad de Fomento del Ensanche. Después de su muerte en 1904, su hijo Alberto Lleó Morera continuó las obras y dio nombre al edificio. La obra finalizó el 10 de marzo de 1905.
Es uno de los tres edificios hechos por grandes arquitectos modernistas —Gaudí, Puig i Cadafalch, Domènech i Montaner— que forman parte de la llamada Manzana de la Discordia, junto a la casa Batlló y la casa Amatller. La casa Lleó Morera es la única que consiguió el premio del Concurso anual de edificios artísticos otorgado por el Ayuntamiento de Barcelona, en concreto en la edición de 1906.
Se trata de una magnífica obra modernista, que Lluís Permanyer califica como «un Palacio de la Música Catalana a escala reducida». 

## Maestros y artesanos
Cabe destacar el trabajo llevado a cabo por maestros y artesanos que, bajo la dirección de Domènech i Montaner –arquitecto- y las directrices de Gaspar Homar –decorador-, permitieron la gran riqueza interior. De entre los más de 40 artistas y artesanos que participaron en la obra, destacan los trabajos de:
- Eusebio Arnau (1863-1933), uno de los escultores más destacados del modernismo. En la Casa Lleó Morera realizó las esculturas de la fachada, hoy desaparecidas tras una reforma del edificio el año 1943, que representaban unas figuras femeninas abrazadas a una vasija. También esculpió los relieves escultóricos del recibidor del piso principal, donde se representa la canción popular de La Dida del niño-rey.
- Lluís Bru (1868-1952) fue mosaiquista y escenógrafo. En la Casa Lleó i Morera trabajó las cerámicas y mosaicos de la escalera y el piso principal.
- Mario Maragliano (1864-1944) fue un musivario italiano que vivió en Barcelona. En la Casa Lleó i Morera trabajó los mosaicos de los suelos, junto con Lluís Bru.
- Antoni Rigalt Blanch (1861-1914) fue pintor, dibujante y vidriero modernista. En la Casa Lleó i Morera realizó los vitrales, destacando la monumental vidriera que ocupa la parte posterior de la casa con la representación del árbol de la vida.
- Antoni Serra Fiter (1869-1939) fue pintor y ceramista, convirtiéndose en el ceramista por excelencia del modernismo. Una de sus obras más destacadas la realizó en la Casa Lleó i Morera, donde trabajó los arrimadores cerámicos y mosaicos que encontramos en el comedor y que representan escenas del campo.
- Gaspar Homar (1870-1953) fue decorador y ebanista. En la Casa Lleó i Morera diseñó el conjunto de mobiliario decorado con vidrios emplomados, marquetería y tallas de madera. Actualmente el mobiliario de la casa se encuentra depositado en el Museo Nacional de Arte de Cataluña.
- Josep Pey (1875-1956) fue decorador, dibujante y pintor. Trabajó decorando las marqueterías del mobiliario diseñado por Gaspar Homar. En la Casa Lleó i Morera colaboró realizando los dibujos de las marqueterías del mobiliario.
- Alfons Juyol (1860-1917) fue escultor especializado en su aplicación a la arquitectura. En la Casa Lleó i Morera participó en parte de la escultura de la fachada y el interior, y en la decoración del templete que corona la casa.
- Joan Carreras (1860-??) fue escultor y tallador, y gran colaborador de Gaspar Homar. En la Casa Lleó i Morera participó en la talla de la Adoración de los Reyes de la campana de la chimenea del salón.

## Historia

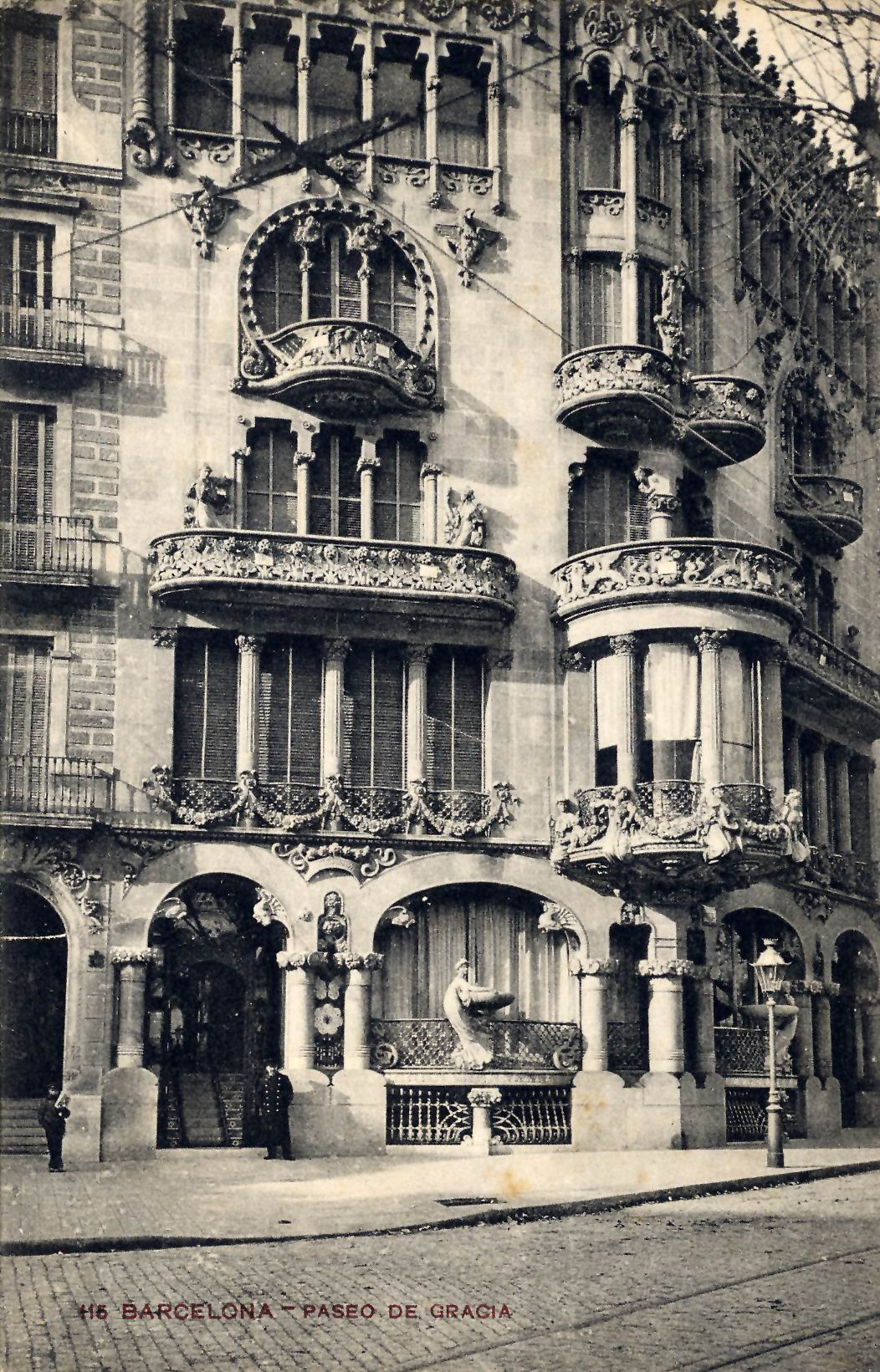
La Casa Lleó Morera con las esculturas originales de Eusebio Arnau (hacia 1903)

Considerada una de las mejores obras modernistas por la intensa aportación artística de los mejores artesanos de la época, fue víctima del odio que los novecentistas profesaban hacia el estilo anterior.[cita requerida] En 1943, el arquitecto Raimundo Durán Reynals firmó un proyecto de reforma de la planta baja proyectado por el arquitecto madrileño Francisco Ferrer Bartolomé por encargo de la firma Loewe para abrir una tienda, que comportó la pérdida definitiva de las ventanas modernistas y de las esculturas de Arnau de las damas modernistas con jardineras de la planta baja, destruidas a golpe de pico en la misma acera. Las cabezas las recuperó el portero de la finca, que más tarde las vendió a Salvador Dalí, quien las emplazó en el muro del patio de su Teatro-Museo de Figueras.
La casa Lleó Morera permaneció en manos de la familia hasta el año 1943, cuando se vendió el edificio a la Sociedad Mercantil Bilbao y, a su vez, esta compañía aseguradora lo hizo unos años después, en 1983, a la Mutualidad General de Previsión Social de la Abogacía de Madrid. Posteriormente fue vendida al Grupo Planeta. 
El hecho de que la familia conservase la propiedad tres generaciones, favoreció el mantenimiento de los rasgos más distintivos del interior del edificio –los delicados elementos ornamentales inspirados en las líneas sinuosas y en la naturaleza, desarrollados en los más diversos materiales gracias a la intervención de maestros y artesanos-. 
Entre 1986 y 1988 el arquitecto Óscar Tusquets se encargó de la restauración del resto del edificio, y restituyó los pináculos y el templete de la cornisa, que había sufrido graves destrozos por el fuego de ametralladoras durante la guerra civil española de 1936. En 1992 se llevó a cabo una nueva restauración con la recuperación de elementos arquitectónicos de la fachada.
En 2006 el Grupo Núñez y Navarro adquirió la Casa Lleó Morera e inició el proyecto de rehabilitación y recuperación arquitectónica.

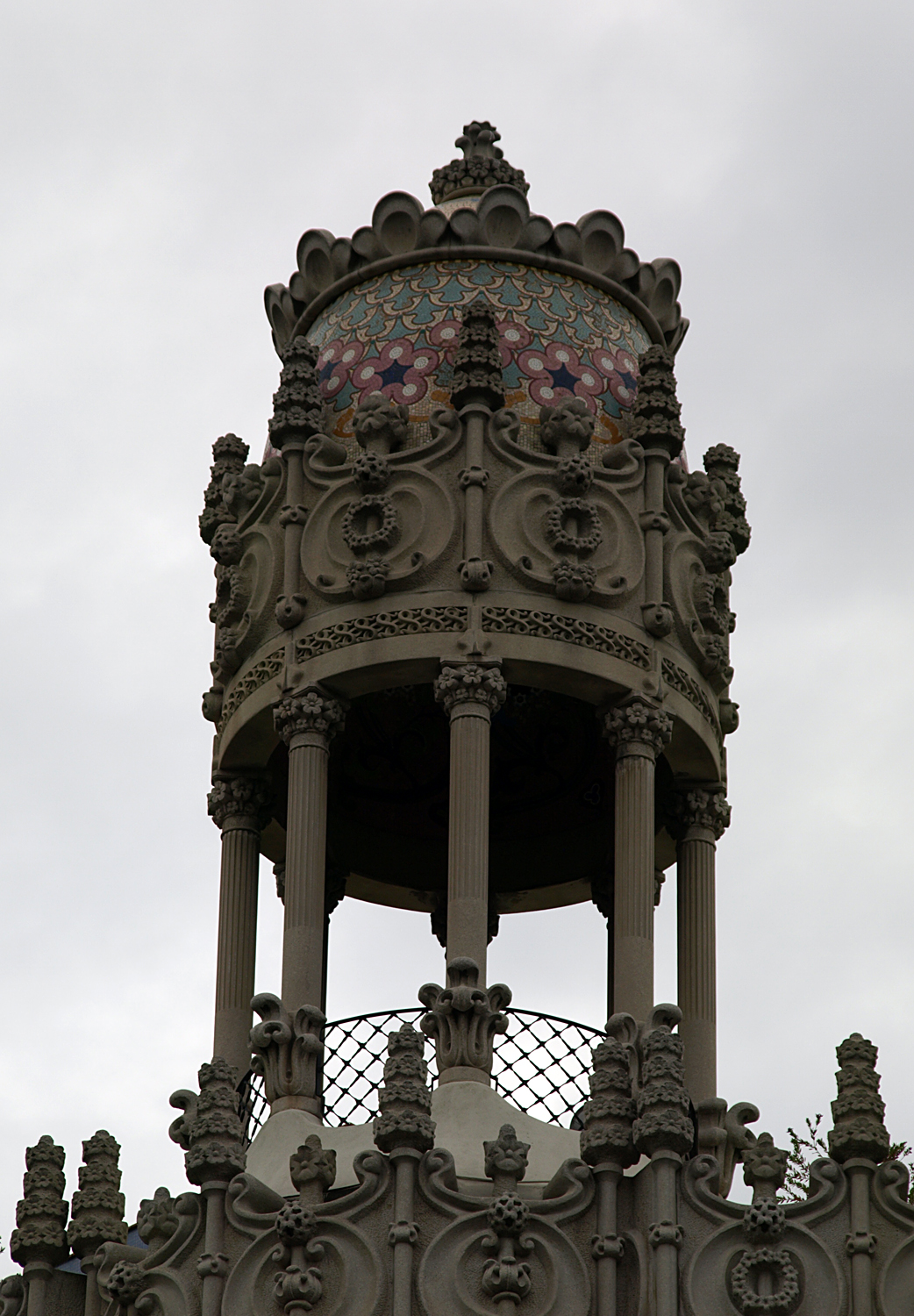
Templete superior
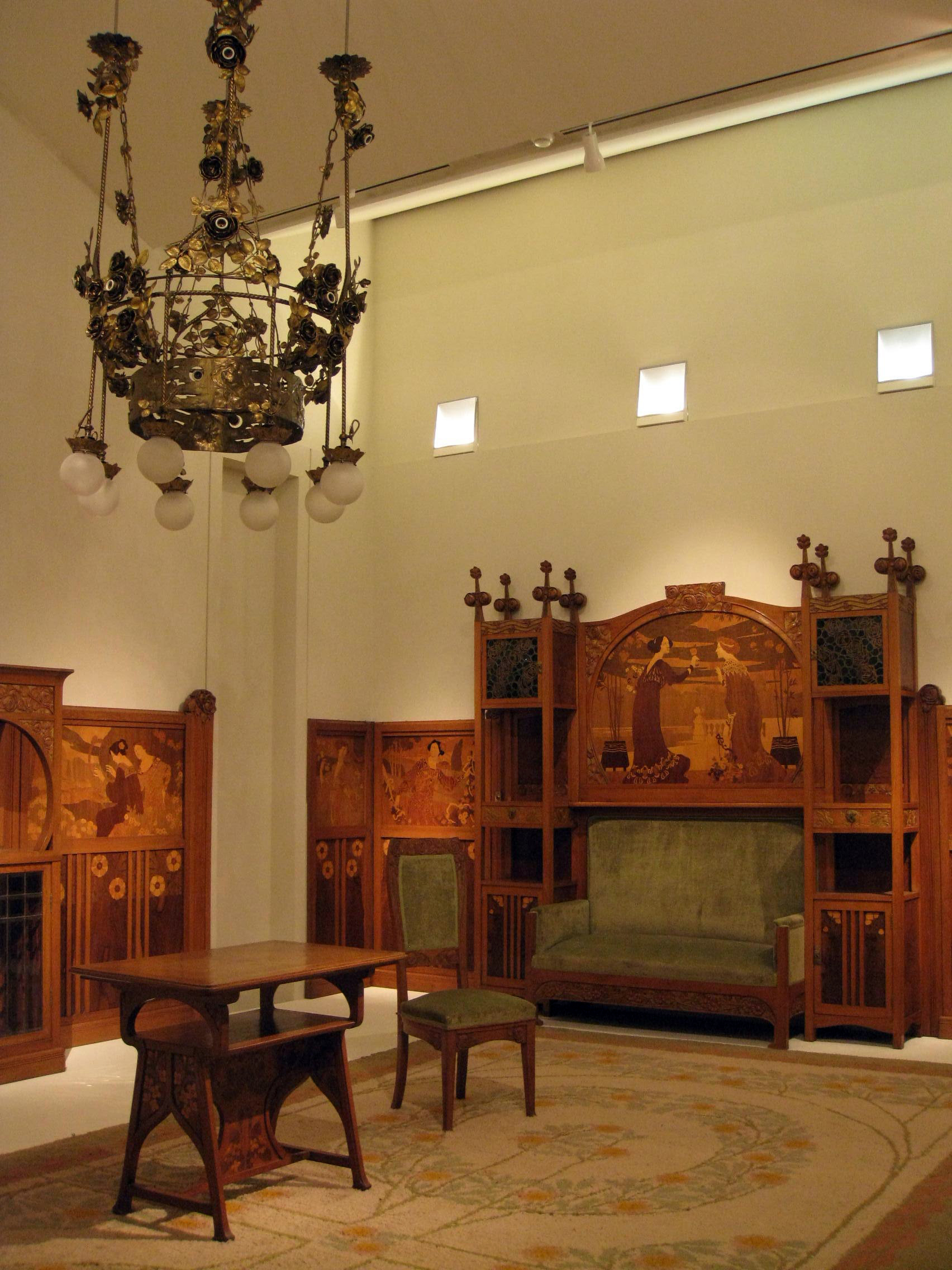
Salón principal por Gaspar Homar, conservado en el Museo Nacional de Arte de Cataluña
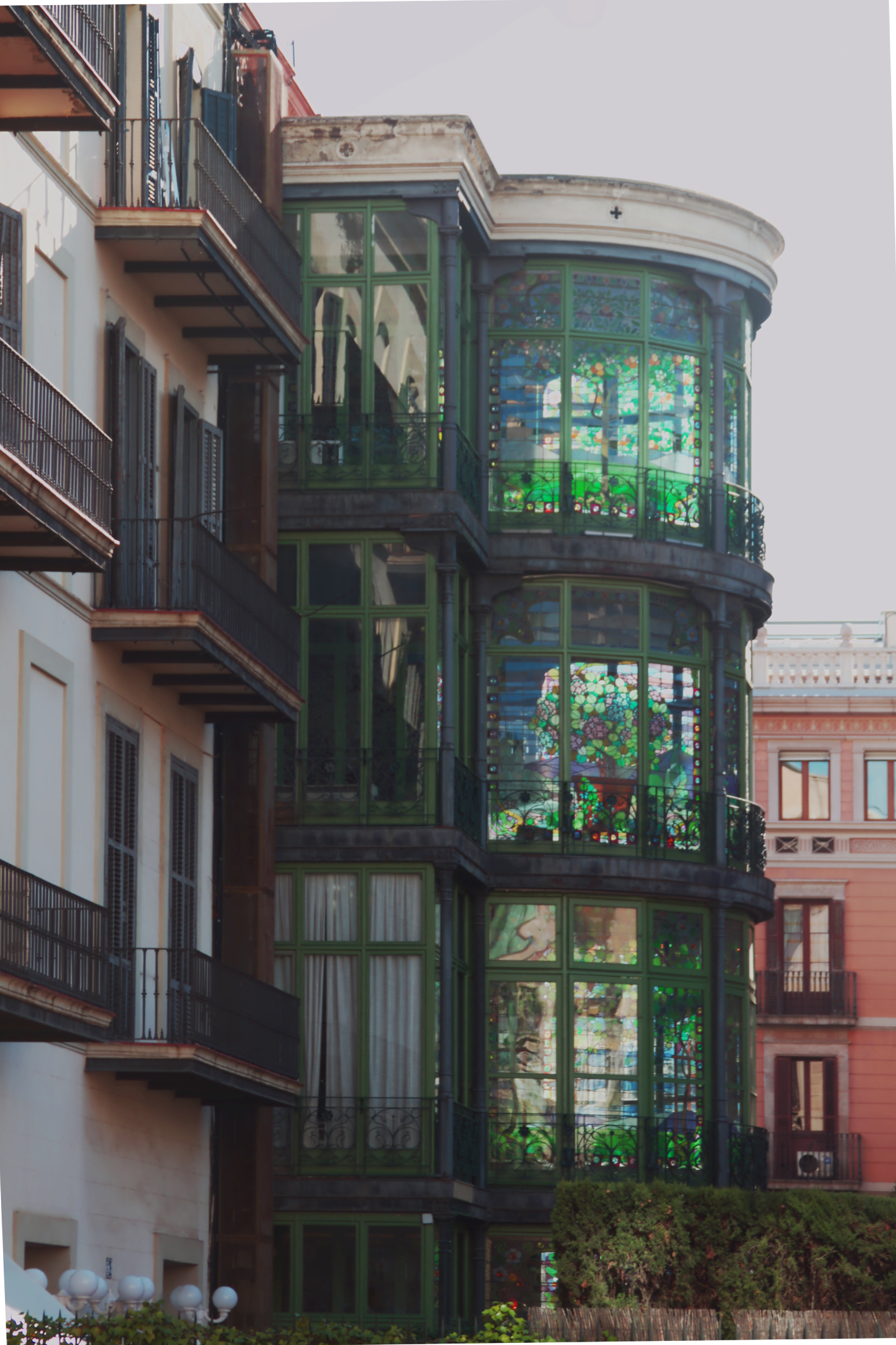
Fachada posterior
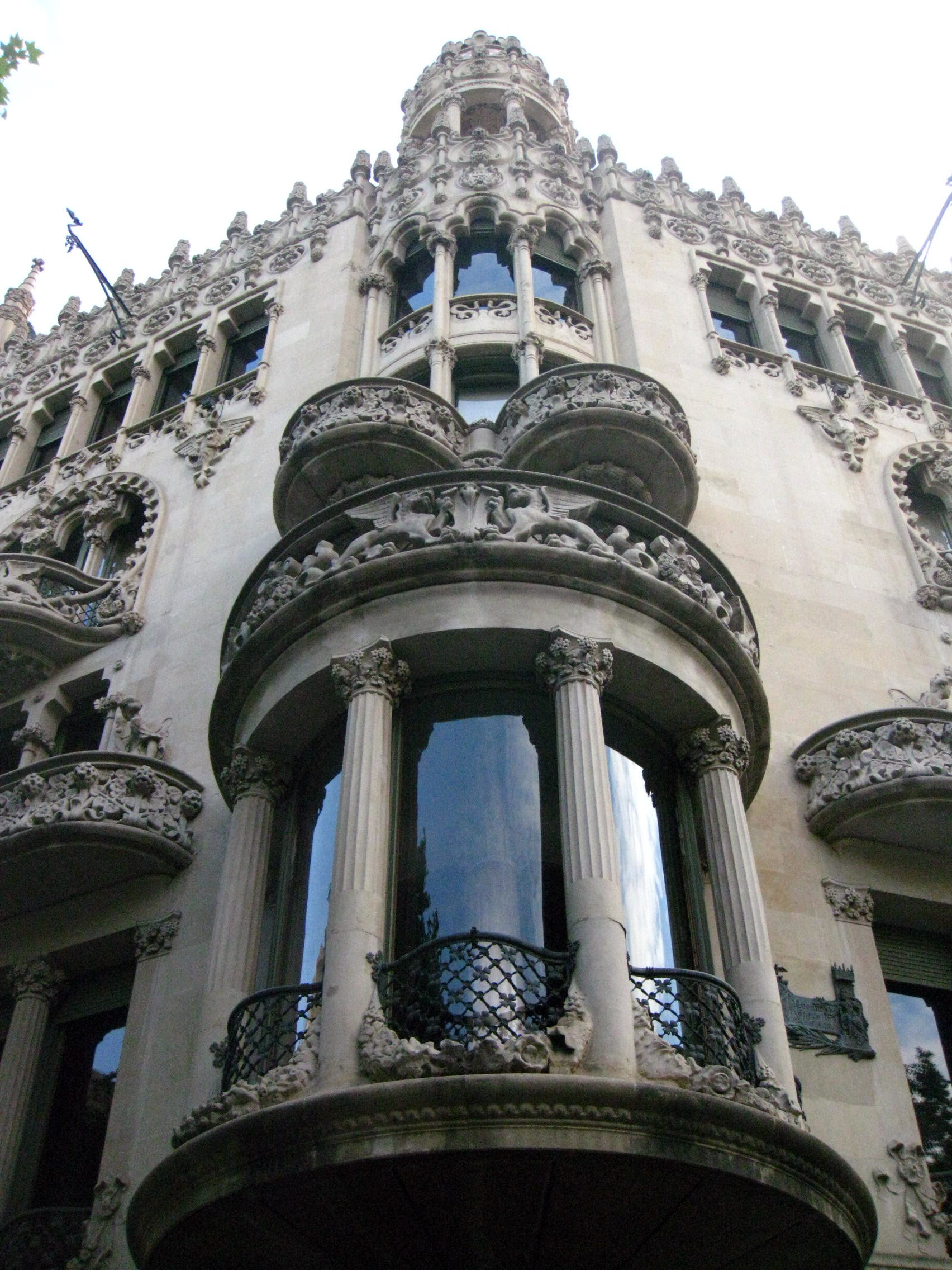
Detalle de la fachada
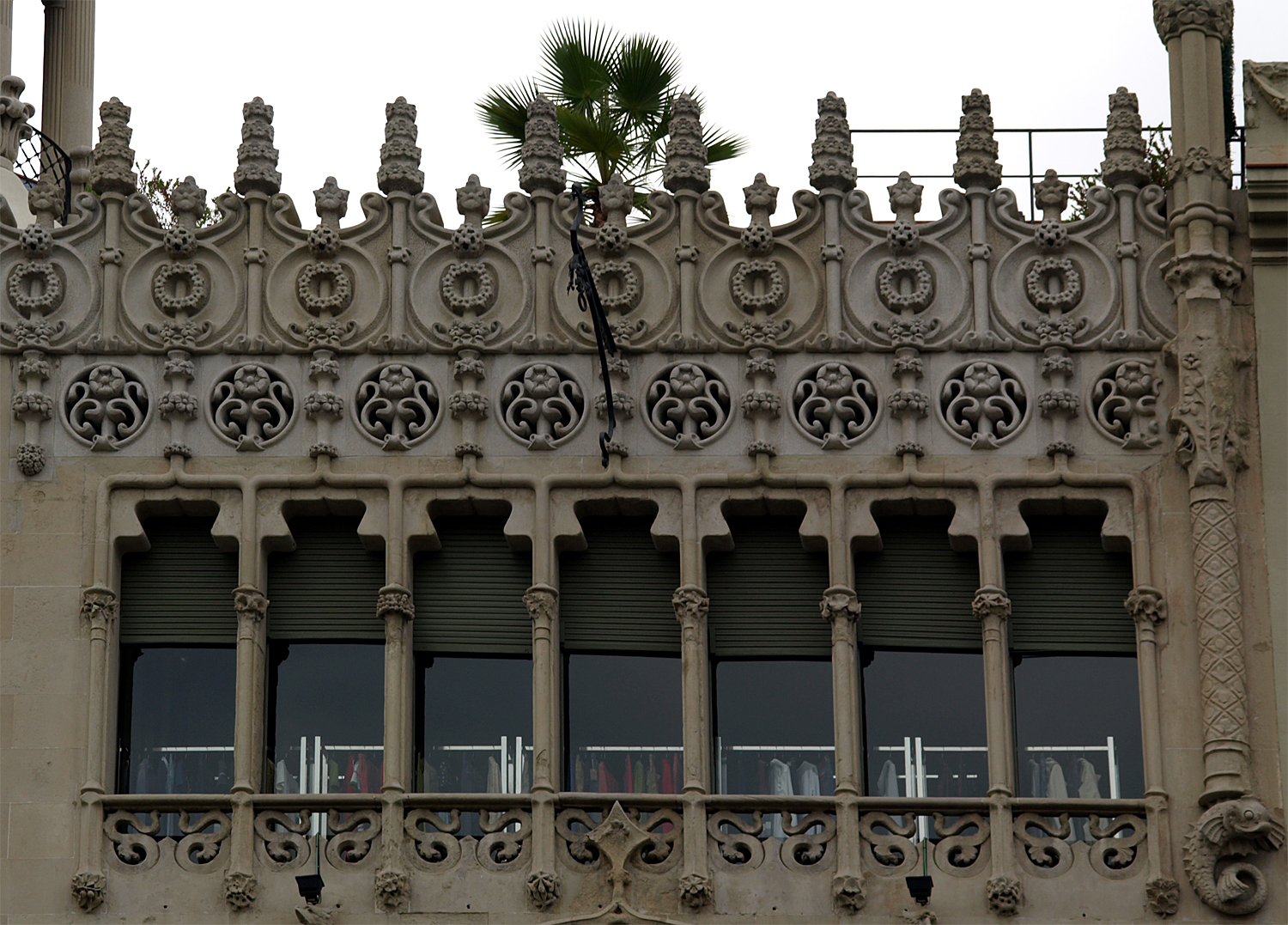
Tribuna superior
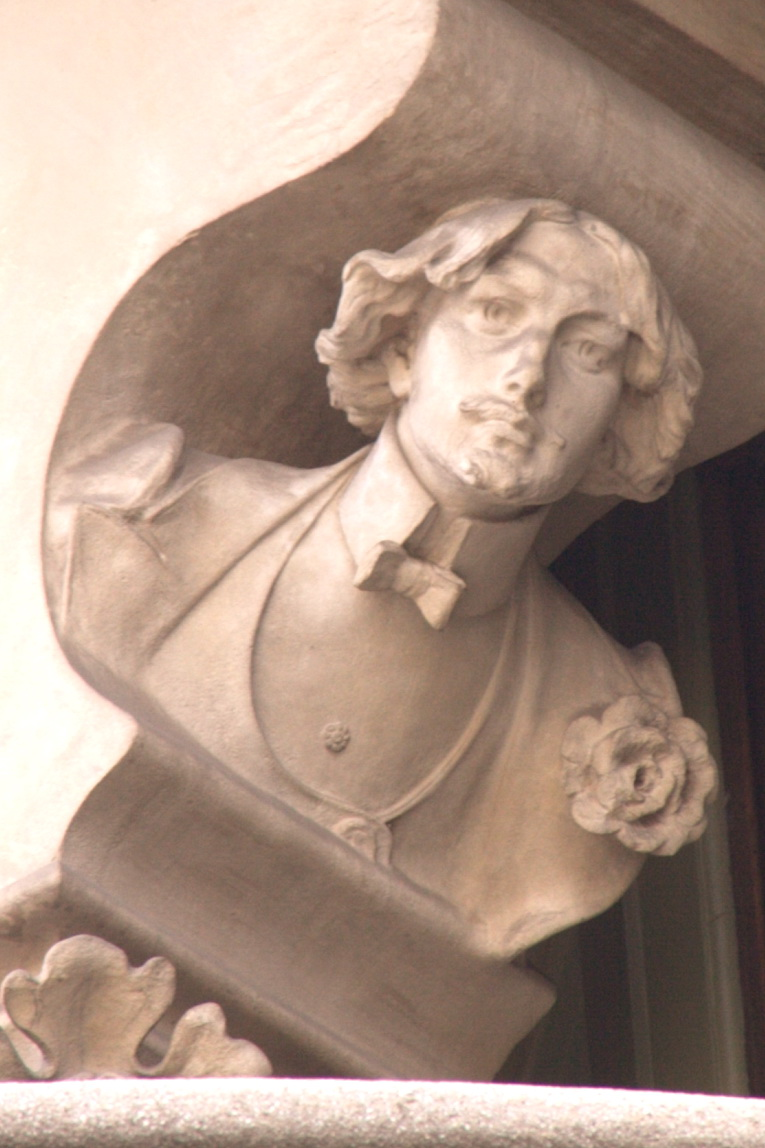
Escultura en el balcón del primer piso
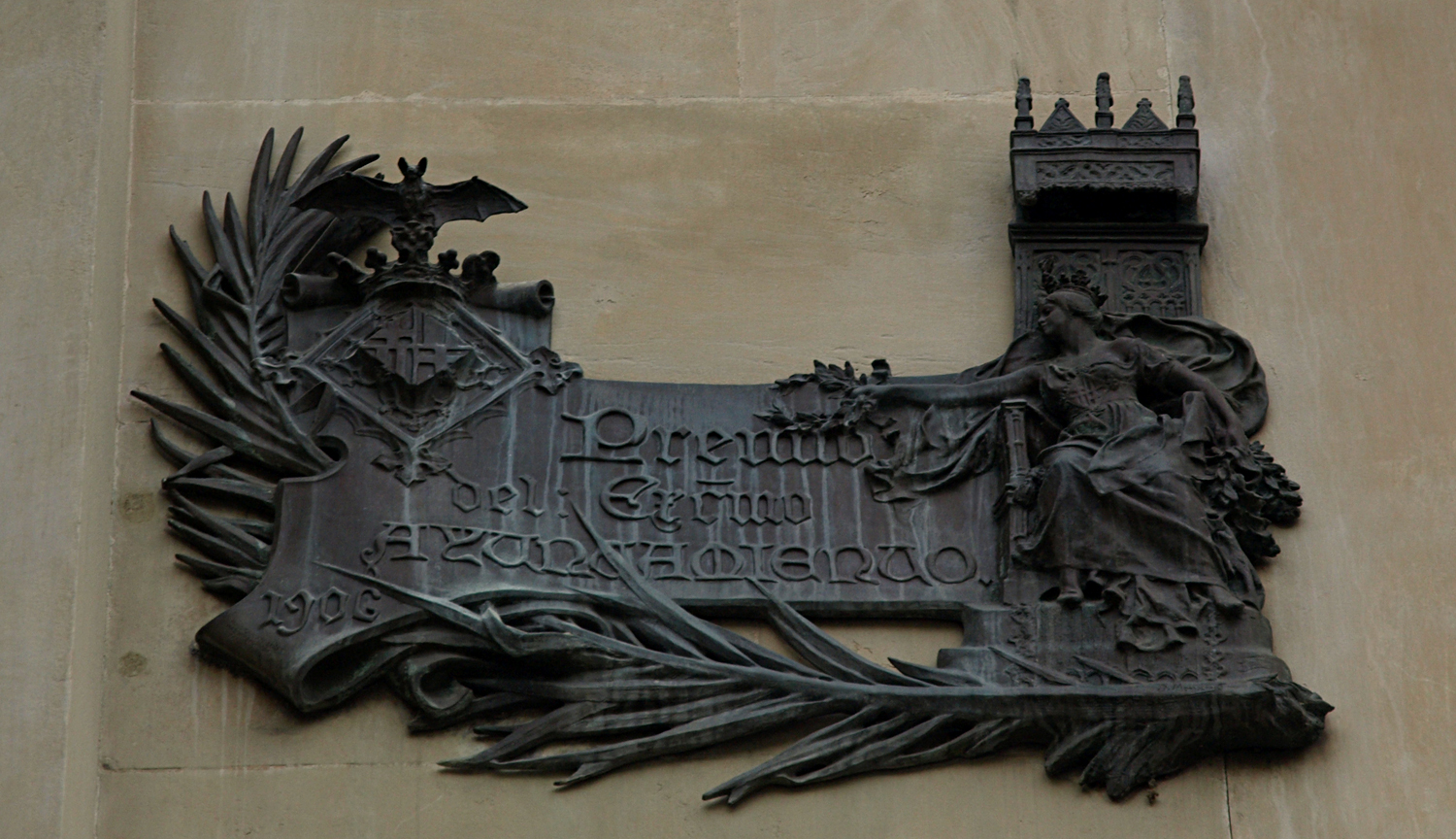
Distintivo del premio del Concurso anual de edificios artísticos